# Tumua Anae
Tumuaialii "Tumua" Anae (Honolulu, 16 de outubro de 1988) é uma jogadora de polo aquático estadunidense, campeã olímpica.

## Carreira
Anae fez parte da equipe dos Estados Unidos que conquistou a medalha de ouro nos Jogos Olímpicos de 2012, em Londres.